# Кулахметов, Тулеген
Тулеген Кулахметов (каз. Төлеген Құлахметов, род. 1 января 1937, Кальпе) — старший чабан совхоза Каратальский Каратальского района Талды-Курганской области, Герой Социалистического Труда (1981).

## Биография
Тулеген Кулахметов родился 1 января 1937 года в селе Кальпе Каратальского района Талды-Курганской области Казахской ССР.
С детства помогал взрослым пасти овец в совхозе «Каратальский» Алматинской области. Достиг значительных успехов в искусственном осеменении овцематок раннего окота, получал от каждой сотни по 155 ягнят. По итогам работы за 8-ю пятилетку (1966—1970) награждён орденом Ленина. По итогам работы за 10-ю пятилетку (1976—1980) достиг самых высоких показателей по выходу молодняка и настригу шерсти среди овцеводов Каратальского района. В 1981 году ему присвоено звание Героя Социалистического Труда с вручением Ордена Ленина и золотой медали «Серп и Молот». Избирался депутатом Верховного Совета Казахской ССР. В течение 35 лет проработал чабаном, после чего вышел на пенсию.
Проживает в городе Уштобе Каратальского района Алматинской области.
Женат, воспитал троих дочерей и сына, имеет внуков и правнуков.

## Награды
- Звание Героя Социалистического Труда (19.2.1981) с вручением золотой медали «Серп и Молот» (№ 19491)
- Два Ордена Ленина (8.4.1971; 19.2.1981 — № 458922)
- Орден Трудового Красного Знамени (22.3.1966)
- Орден Октябрьской Революции (1975)
- Медаль «Ветеран труда» (1983)
- Заслуженный работник сельского хозяйства Казахской ССР (19.9.1978)
- Почётный гражданин Алматинской области
- Почётный гражданин Каратальского района
- Две бронзовые медали ВДНХ (24.06.1975; 08.04.1983)[1][2]